# Synsphyronus lathrius
Synsphyronus lathrius är en spindeldjursart som beskrevs av Harvey 1987. Synsphyronus lathrius ingår i släktet Synsphyronus och familjen gammelekklokrypare. Inga underarter finns listade i Catalogue of Life.